# الاعتراف القانوني بالعلاقات المثلية في ليتوانيا
لا تعترف ليتوانيا قانويا بالعلاقات المثلية لا على شكل زواج المثليين أو الشراكات المدنية. يوجد حاليا مشروع قانون لمنح الشركاء غير المتزوجين (بما في ذلك الشركاء المثليون) بعض الحقوق المحدودة في الانتظار في البرلمان الليتواني.

## الشراكات المدنية
في 25 مارس عام 2015، قدم 9 أعضاء مجلس النواب عن الحزب الاشتراكي الديمقراطي وعن حركة الأحرار مشروع قانون الشراكة. أعرب رئيس الوزراء وزعيم الحزب الديمقراطي الاجتماعي آلغيرداس بوتكيفيتشيس عن معارضته لمشروع القانون. في 6 مايو 2015، أعلنت لجنة الشؤون القانونية أنها لم تجد أي عوائق دستورية أمام إقامة شراكات مدنية مثلية في دولة البلطيق. لم يتم التصويت على مشروع القانون وفشل في نهاية فترة البرلمان في نوفمبر 2016. تم تقديم مشروع قانون مماثل من قبل النواب من الحركة الليبرالية في 30 مايو 2017. تم رفض مشروع القانون في قراءته الأولى في تصويت29 صوتا لصالحه مقابل 59 صوتا ضده تصويت مع امتناع 20 عضوا عن التصويت، في 15 يونيو 2017 (29-59-20).

## اتفاقيات المساكنة
في عام 2017، اقترح اتحاد المزارعون والخضر الليتواني والاتحاد الوطني مشروع قانون لإنشاء «اتفاقيات المساكنة» (بالليتوانية: susitarimo dėl bendro gyvenimo) كبديل للشراكات المدنية. سيضمن التشريع المقترح حقوق زيارة العوائل في المستشفيات والحق في وراثة ممتلكات الشريك الراحل. وقال بوفيلاس أوربشيز أحد مشرعي الاقتراح: «سيساهم مشروعنا المسجل بشكل فعال في الوضوح القانوني، وينظم حقوق الملكية وبعض العلاقات غير المرتبطة بالممتلكات بين الأشخاص الذين يعيشون معاً، كما سيساعد على تجنب العواقب السلبية عند حل المساكنة». وينص الاقتراح، الذي انتقدته جماعات الدفاع عن حقوق المثليين والمثليات ومزدوجي التوجه الجنسي والمتحولين جنسيا، صراحةً على أن المتعايشين الذين يدخلون الاتفاق لا ينوون إقامة علاقات أسرية. تمت الموافقة على الاقتراح مبدئيا من قبل مجلس النواب في تصويت 46 صوتا لصالحه مقابل 17 صوتا ضده وامتناع 6 عن التصويت (46-17-6) في 31 مايو 2017 وأرسل لمزيد من النظر فيه. في 25 أكتوبر 2017، أعلنت الحكومة الليتوانية دعمها لمشروع القانون
في 14 شباط/فبراير 2018، عندما شارك رئيس الوزراء ساوليوس سكفيرنليس في مسيرة للمثليين في فيلنيوس، دعا مجلس النواب إلى الاعتراف قانونيا بالعلاقات المثلية.

## زواج المثليين
زواج المثليين ليس قانونيا في ليتوانيا، حيث يحدد القانون المدني الزواج بأنه اتفاق طوعي بين رجل وامرأة. وعلاوة على ذلك، هناك مادة إضافية في القانون المدني تحظر بوضوح زواج المثليين. ومع ذلك، قيل إن هناك حملة لتعديل الدستور لحظر زواج المثليين في كانون الأول/ديسمبر 2005 من قبل عضو محافظ في البرلمان، كان قد بدأ جمع التوقيعات من أجل هذا التعديل. شجب يوليوس ساباتوسكاس، رئيس اللجنة القانونية في البرلمان، الحملة وقال إنها غير ضرورية. وقال بعض النواب أن دستور ليتوانيا يحظر بالفعل زواج المثليين. ينص الدستور على ما يلي: «يُبرم الزواج بالموافقة الحرة المتبادلة بين رجل وامرأة.» التأثير الفعلي لهذا البيان غير معروف، ولم يتم الطعن فيه بعد أمام المحكمة.

### حكم محكمة العدل الأوروبية 2018
في 5 يونيو 2018، حكمت محكمة العدل الأوروبية لصالح زوجين مثليين أمريكي-روماني سعوا إلى الاعتراف بزواجهم في رومانيا حتى يتسنى للشريك الأمريكي الإقامة في البلاد. قضت المحكمة بأن الدول الأعضاء في الاتحاد الأوروبي قد تختار ما إذا كانت ستسمح بزواج المثليين أم لا، لكنهم لا يستطيعون عرقلة حرية إقامة مواطن أوروبي وزوجه. وعلاوة على ذلك، قضت المحكمة بأن مصطلح «الزوج» محايد من حيث الجنس، وأنه لا يعني بالضرورة وجود شخص مغاير.
في 11 يناير 2019، حكمت [[المحكمة العليا الليتوانية، امتثالًا لقرار محكمة العدل الأوروبية، بأنه بجب على ليتوانيا أن تمنح حقوق الإقامة للشركاء المثليين لمواطني الاتحاد الأوروبي.